# Monsin
Monsin is een eiland op het grondgebied van de Belgische stad Luik, deelgemeente Wandre. Het gebied op de linkeroever van de Maas ontstond door het graven van het Albertkanaal en het korte verbindingskanaal van Monsin. Het eiland met de vorm van een halve ellips heeft een oppervlakte van 1,19 km², een maximale lengte van 2,2 km en is op zijn breedste punt 750 m breed. Het eiland heeft een omtrek van 5,56 km.
Op het zuidelijke punt van het eiland Monsin, bij de toegang tot het Albertkanaal staat een vijftien meter hoog standbeeld van koning Albert I van de hand van de Belgische beeldhouwer Marcel Rau, bekend van de decoratieve elementen op het gebouw van de Nationale Bank van België, of het hoofd van de mijnwerker op de koperen muntjes van 50 centiem, een halve Belgische frank.
Voor het wegvervoer is het bereikbaar langs de westzijde vanuit de stad Herstal en de wijk Coronmeuse van Luik waar zowel de Pont Marexhe als de Pont de Milsaucy over het Albertkanaal liggen, als langs de oostzijde vanuit Luik en deelgemeentes Wandre, Jupille-sur-Meuse en Bressoux langs de Pont-barrage de Monsin over de Maas.
Op het eiland zijn twee kanaaldokken uitgegraven. De dokken vormden sinds 1937 de Autonome Haven van Luik (Port autonom de Liège). In de haven van Monsin werd onder meer CTB Magemon actief, het huidige Euroports Inland Terminals.
Deze dokken worden bediend door zijsporen op de industriespoorlijn spoorlijn 214 die via een de Spoorbrug Houlpays en het goederenstation van Bressoux in Bressoux met het Belgische spoorwegnet verbonden zijn. Spoorlijn 214 loopt van Monsin verder noordwaarts via Spoorbrug Monsin over het kanaal van Monsin naar het eiland Chertal waar de fabrieken van Espérance-Longdoz sinds 2006 ArcelorMittal, gelegen zijn.
In het zuidoosten van het eiland liggen de centrales van EDF Luminus, een piekcentrale op stookolie 70 MWe uit 1973 die in 2015 definitief werd stilgelegd en een waterkrachtcentrale 18 MWe uit 1943 aan de Pont-barrage de Monsin die wel nog in gebruik is.